# Estadio Municipal Verónica Boquete de San Lázaro
Az Estadio Municipal Verónica Boquete de San Lázaro egy spanyol labdarúgó-stadion, mely Santiago de Compostela városában van. 1993-ban épült. A stadion használója a SD Compostela, mely az élvonalban szerepel. A létesítmény maximális befogadóképessége 16 666 fő. A lelátók fedettek, kivilágítás van.

## Története

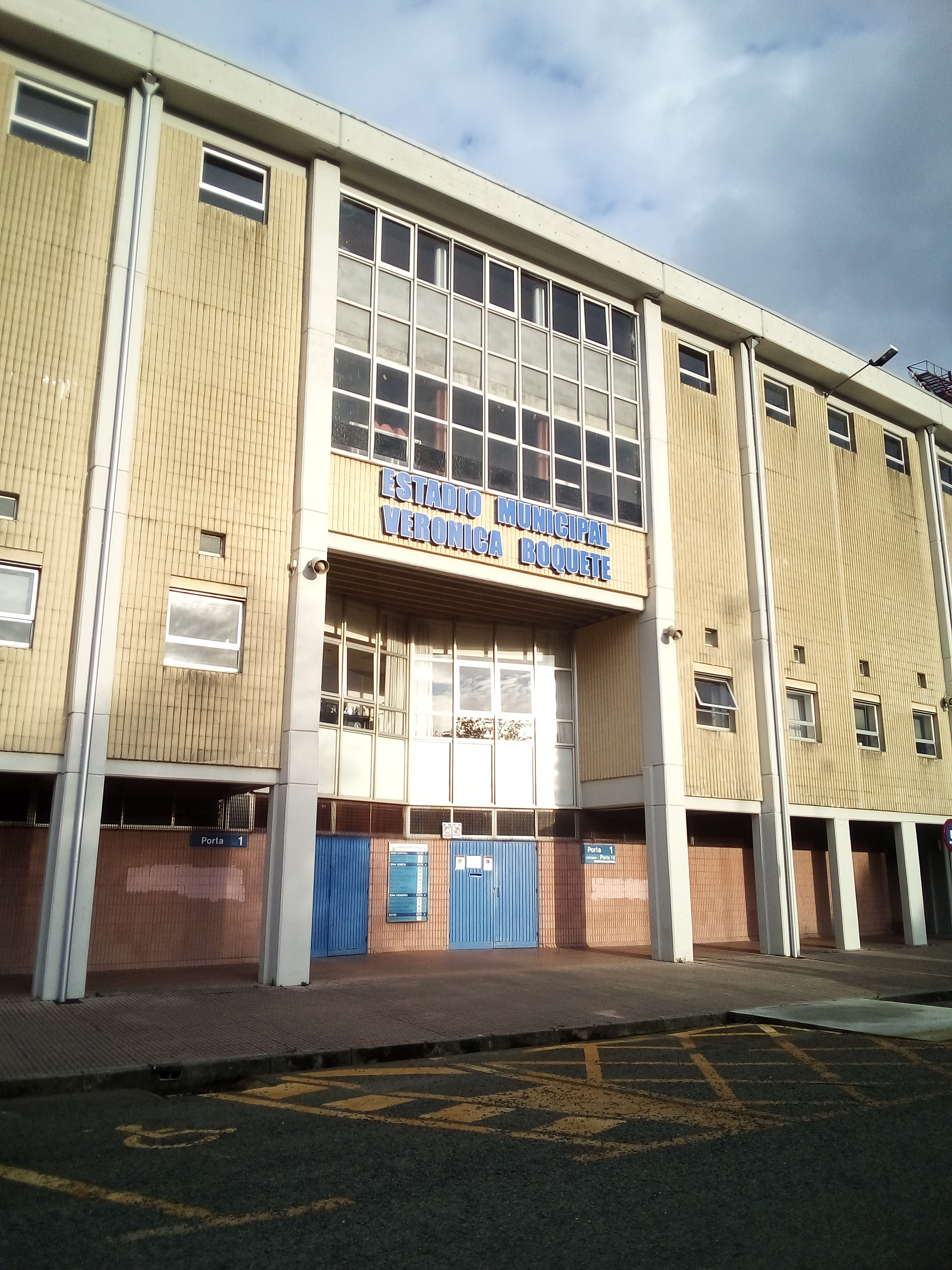
A stadion bejárata

2018 novemberétől Verónica Boquete, a női labdarúgás emblematikus játékosának nevére keresztelték át a létesítményt.